# Теодосий Серски
Теодосий Серски (на сръбски: Теодосије Серски; на гръцки: Θεοδόσιος Σερρών) е сръбски православен духовник, серски митрополит във втората половина на XIV век.

## Биография
След Сава Серски на митрополитския престол в Сяр сяда трети сърбин - Теодосий. Последното споменаване на Сава като митрополит е от октомври 1366 година. В 1368 година деспот Углеша подчинява владенията си в духовно отношение на Цариградската патриаршия и видимо Сава е бил принуден да напусне Сяр. Теодосий може и да не е негов пряк наследник, но със сигурност е поставен на престола по време на сръбската власт в града. Този последен сръбски митрополит на Сяр се задържа на престола и след Черноменската катастрофа и възстановяването на византийската власт в града. Запазен е само един негов съдебен акт от август 1375 година, в който, макар и издаден под византийска власт, Теодосий се подписва на славянски. Според Иларион Руварац „великият и свят мъж“, който дарява иконата на деспот Углеша, е митрополитът на „богоспасния град Сяр“ кир Теодосий.